# Trichonethes kosswigi
Trichonethes kosswigi là một loài chân đều trong họ Trichoniscidae. Loài này được Strouhal miêu tả khoa học năm 1953.